# Alpy Wschodnie
     Nördliche Ostalpen
     Zentrale Ostalpen
     Südliche Ostalpen
     Westliche Ostalpen

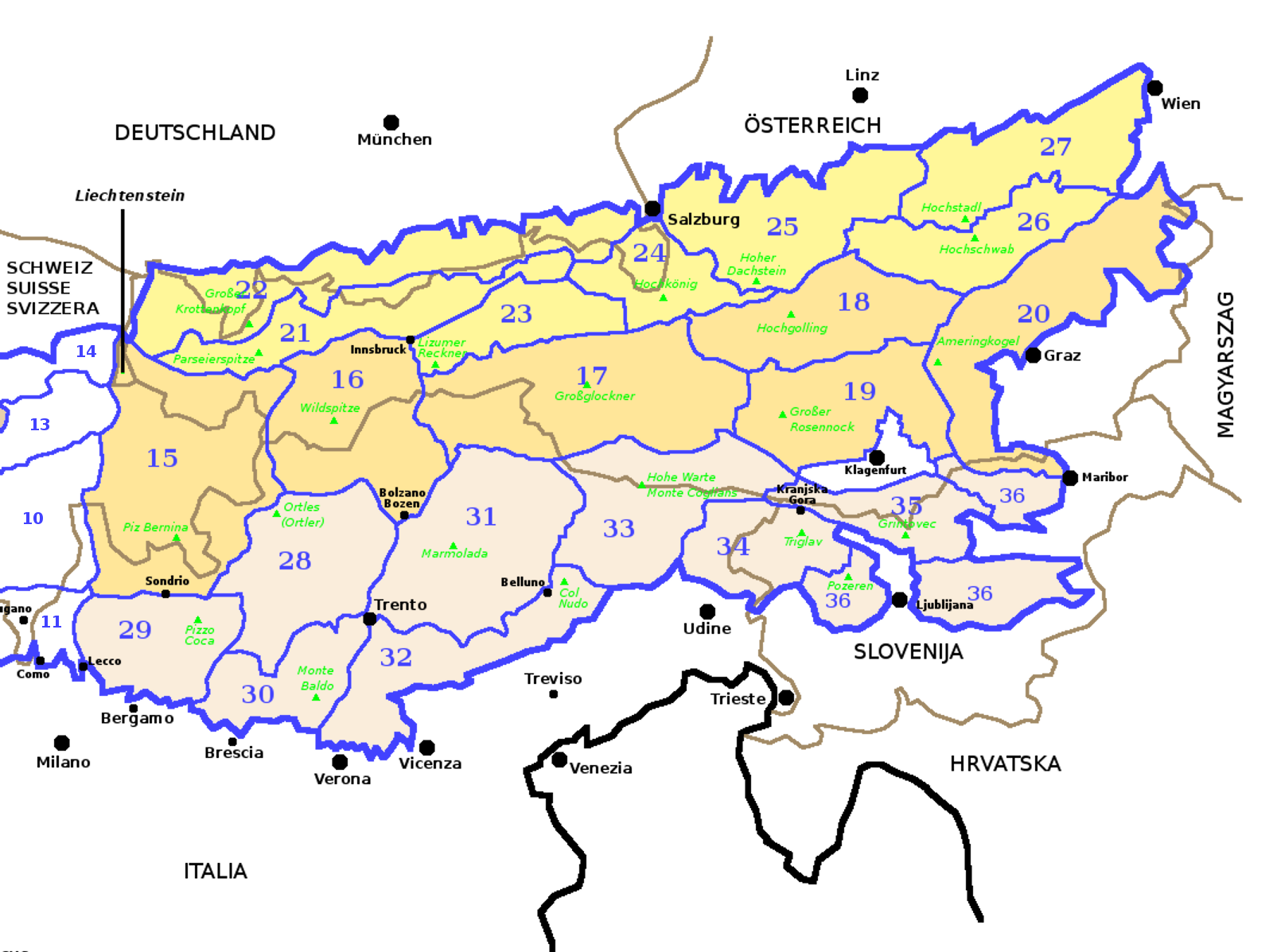
Podział Alp Wschodnich wg SOIUSA

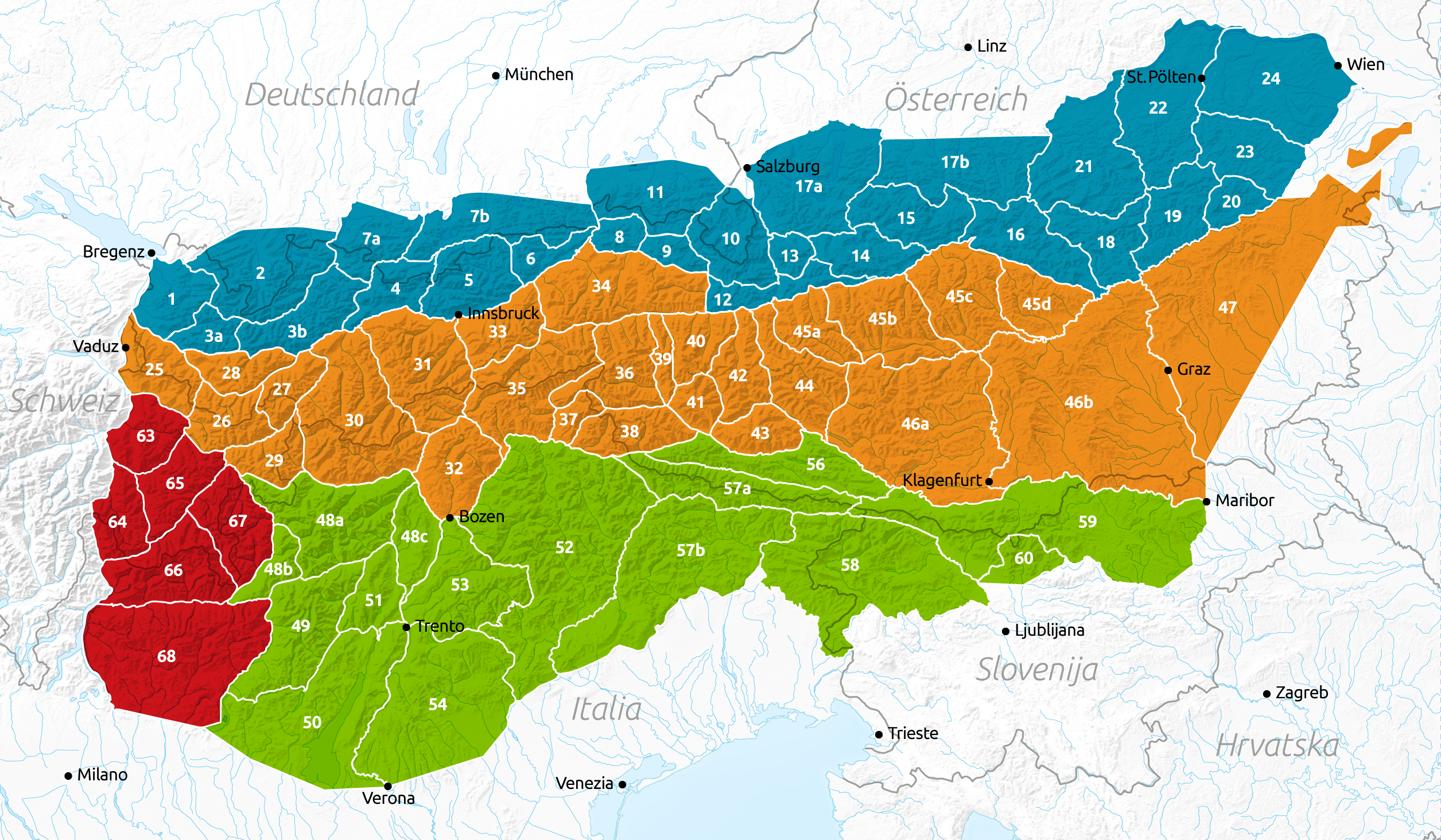
Podział Alp Wschodnich według AVE
Nördliche Ostalpen
Zentrale Ostalpen
Südliche Ostalpen
Westliche Ostalpen

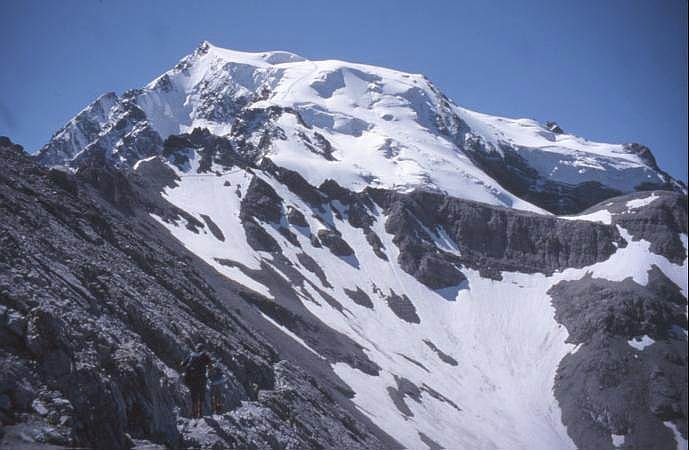
Ortler

Alpy Wschodnie (niem. Ostalpen, retorom. Alps da l'ost, Alps orientals, wł. Alpi Orientali, słoweń. Vzhodne Alpe) – wschodnia część Alp, położona na terenie Włoch, Szwajcarii, Austrii, Niemiec, Słowenii, Liechtensteinu oraz w minimalnym stopniu na Węgrzech. Od Alp Zachodnich różnią się budową geologiczną oraz geologicznym czasem powstania.
Alpy Wschodnie dzieli się na:
według SOIUSA (niem. IVOEA):
II/B. Nördliche Ostalpen – Alpi Nord-orientali – Północne Alpy Wapienne (Parseierspitze, 3040 m n.p.m.),
II/A. Zentrale Ostalpen – Alpi Centro-orientali – Alpy Centralne (Piz Bernina, 4049 m n.p.m.),
II/C. Südliche Ostalpen – Alpi Sud-orientali – Południowe Alpy Wapienne (Ortler, 3905 m n.p.m.).
według AVE:
- Nördliche Ostalpen (Parseierspitze, 3040 m n.p.m.),
- Zentrale Ostalpen (Großglockner, 3798 m n.p.m.),
- Südliche Ostalpen (Ortler, 3905 m n.p.m.),
- Westliche Ostalpen (Piz Bernina, 4049 m n.p.m.).

Najwyższy szczyt, Piz Bernina (4049 m), leży w Szwajcarii, w pasmie Alpi del Bernina.
Inne ważne szczyty to: Ortler (3908 m) we Włoszech i Großglockner (3798 m), który jest najwyższym szczytem Austrii. 
Granica podziału między Alpami Wschodnimi i Zachodnimi biegnie według linii: Jezioro Bodeńskie – dolina górnego Renu – przełęcz Splügenpass – jezioro Lago di Como.